# Seichebrières
Seichebrières település Franciaországban, Loiret megyében. Lakosainak száma 220 fő (2022. január 1.). Seichebrières Combreux, Ingrannes, Nibelle és Vitry-aux-Loges községekkel határos.

## Népesség
A település népessége az elmúlt években az alábbi módon változott:
| Lakosok száma | 121  | 124  | 131  | 170  | 195  | 199  | 207  | 212  | 214  | 220  |
|               | 1968 | 1982 | 1990 | 2006 | 2013 | 2015 | 2017 | 2019 | 2020 | 2022 |